# Foodsharing.de
foodsharing.de ist eine Internetplattform zum Verteilen von überschüssigen Lebensmitteln in Deutschland, Österreich und der Schweiz. Getragen wird sie vom Verein foodsharing e. V. und startete am 12. Dezember 2012.
Inzwischen wird foodsharing.de von 605.000 Privatpersonen genutzt, um Lebensmittel zu teilen und abzuholen, die sonst entsorgt würden („Foodsharer“). Darüber hinaus organisieren sich über 167.000 ehrenamtliche Foodsaver über die Plattform: Sie holen Lebensmittel bei Händlern und Produzenten ab und verteilen diese. foodsharing.de verzeichnet 1325 offene Regale und Kühlschränke, sogenannte „Fairteiler“, an denen Lebensmittel geteilt werden können.
Die Website ist ein Hauptprojekt des foodsharing e. V. im Engagement gegen Lebensmittelverschwendung. Für dieses Problem möchte der Verein durch die Website sensibilisieren. Trotz der hohen Mitgliederzahl arbeitet der foodsharing e. V. fast ausschließlich ehrenamtlich, auch die Website ist kostenlos nutzbar.

## Geschichte
Die ursprüngliche Idee für eine Plattform gegen Lebensmittelverschwendung entstand im Sommer 2011 während der Vorbereitungen zum Kinofilm Taste the Waste zwischen Regisseur Valentin Thurn und dem Leiter der Social-Media-Kampagne zum Film, Sebastian Engbrocks. Unabhängig davon entwickelten die Design-Studenten Thomas Gerling und Christian Zehnter sowie die Fernsehjournalistin Ines Rainer Anfang 2012 eine ähnliche Idee. Aus der Zusammenarbeit dieser Akteure ging das gemeinsame Projekt hervor. Das nötige Startkapital wurde von April bis Juli 2012 im Rahmen einer Crowdfunding-Kampagne bei Startnext gesammelt. Als Finanzierungssumme wurden 10.000 € anvisiert, zum Ende der Aktion kamen insgesamt 11.594 € von 394 Unterstützern zusammen.
Am 16. November 2012 ging die Plattform in die Beta-Phase, um am 12. Dezember 2012 komplett freigeschaltet zu werden. Im Mai 2013 wurde die Plattform auch in Österreich gestartet, zunächst unter der Adresse myfoodsharing.at inzwischen ist sie mit der deutschen Plattform zusammengelegt worden. Bis zum Februar 2014 konnte die deutsche Plattform knapp 35.000 aktive Benutzer vorweisen.
Im Sommer 2013 erweiterten der zu dieser Zeit im Geldstreik lebende Raphael Fellmer sowie der Sozial-Informatiker Raphael Wintrich das Konzept, um auch mit Unternehmen zusammenarbeiten zu können. Raphael Fellmer startete die Freiwilligen-Initiative der „Lebensmittelretter“ in Berlin und Raphael Wintrich programmierte ehrenamtlich eine komplett neue Version der Plattform, um ein geeignetes Tool zum „Retten von Lebensmitteln“ allen Benutzern zur Verfügung zu stellen.
Am 10. Juli 2013 wurde foodsharing.de mit dem Greentec Award in der Kategorie Kommunikation ausgezeichnet.
foodsharing.de erhielt den von Mensa in Deutschland gestifteten IQ-Preis 2015 für „Intelligenz zum Wohle der Allgemeinheit nutzen“.
Inzwischen hat sich der Begriff Foodsharing als Teil einer sogenannten Sharing Economy international etabliert.

## Konzept
Bei foodsharing.de werden sowohl von privat zu privat Lebensmittel weitergegeben als auch gewerbliche Lebensmittel abgeholt, um sie direkt oder über Lagerstellen von foodsharing weiterzugeben. Über die Website können sogenannte Essenskörbe zum Verteilen von Lebensmittel genutzt werden, diese stehen auch ohne Einarbeitung zur Verfügung. Für Abholungen in Betrieben („Foodsaving“) sind die Absolvierung eines Quiz und drei Einführungsabholungen mit erfahreneren Foodsavern notwendig, sowie regional teils ein Neulingstreffen. Da die meisten Supermärkte in Handelsketten organisiert sind und somit oft für alle Filialen einheitliche Richtlinien verfolgen, tritt die Plattform direkt mit der zuständigen Management-Ebene in Kontakt. Dadurch entstehen zum Teil überregionale Zusammenarbeiten, wie etwa mit der Bio Company oder der REWE-Group.
Lokal wird foodsharing über Bezirke organisiert, die eigene Bereiche auf der Website foodsharing.de haben. Diese Bezirke sind je nach lokalen Gegebenheiten unterschiedlich groß und können ganze Landkreise oder Großstädte umfassen. In diesen Bezirken werden die Kooperationen mit einzelnen Supermärkten, Bäckereien, Cafés, Hotels, Wochenmärkten oder auch Großmärkten organisiert. Für jeden Betrieb wird ein eigenes Team gebildet, das die regelmäßigen Abholungen sicherstellt und von zwei bis vier Betriebsverantwortlichen verwaltet wird. Zudem sind die Bezirke vor Ort verantwortlich für das Aufstellen und Betreiben von Fairteilern, Öffentlichkeits- und Bildungsarbeit, sowie für Veranstaltungen wie Plenen oder öffentliche Schnibbelküchen.
Bei foodsharing werden auch Lebensmittel nach Ablauf der Mindesthaltbarkeit weiterverwendet, solange ein Konsum noch ohne Bedenken möglich ist. Die Foodsaver unterschreiben diesbezüglich eine Rechtsvereinbarung, die die Betriebe von der Haftung für die Weiterverwendung der Lebensmittel entbindet und die Lebensmittelretter zu einer unentgeltlichen Weitergabe verpflichtet.